# Гай Порцій Катон (претор)
Гай Порцій Катон (*Gaius Porcius Cato, д/н — після 56 до н. е.) — політичний діяч і красномовець часів Римської республіки.

## Життєпис
Походив з роду нобілів Порціїв Катонів. Син Гая Порція Катона, консула 114 року до н. е. За різними версіями народився у Римі до 109 року до н. е., або в Тарраконі після 109 року до н. е., коли його батька було відправлено у вигнання до провінції Ближня Іспанія.
У 60-х роках до н. е. стає одним з прихильників Марка Ліцінія Красса та Клодія Пульхра. У 59 році до н. е. відзначився виступами проти Гнея Помпея Магна та Публія Корнелія Лентула. 58 року до н. е. збирався притягти Авла Габінія до суду за підкуп виборців на консульських виборах, але справа не була прийнята до розгляду. У 57 році до н. е. виступав проти перенесення виборів з обрання еділів, чого домагався Тит Анній Мілон. У підсумку коміції все ж відбулися, на яких Клодій Пульхр став плебейським еділом.
У 56 році до н. е. обирається народним трибуном. Діяв спільно з Марком Нонієм Суфенатом. Завадив втручанню Риму у справи Єгипетського царства задля відновлення Птолемея XII на троні. Став союзником Першого триумвірату, укладеного в Луцці. Сприяв обранню Марка Красса та Гнея Помпея консулами, домігшись затримки з проведення коміцій, оскільки посилилося протистояння між прихильниками та ворогами триумвірів. В результаті більшість претендентів зняли свої кандидатури. Після цього Помпей зайняв військами Марсове поле. За цим Катон дозволив проведення коміцій, на яких Помпей і Красс здобули легку перемогу.
У 55 році до н. е. за це притягнутий до суду Гаєм Азінієм Полліоном, але завдяки захисту Марка Емілія Скавра (при підтримці з боку тріумвірів) Катона було виправдано. Того ж року обирається претором. Подальша доля невідома.